# Elecciones generales de las Islas Feroe de 1932
Elecciones generales tuvieron lugar en las Islas Feroe el 19 de enero de 1932. El Partido Unionista se convirtió en el partido mayoritario en el Løgting, obteniendo 11 de los 21 escaños.

## Resultados
| Partido                   | Votos | %     | Escaños | +/–   |
| ------------------------- | ----- | ----- | ------- | ----- |
| Partido Unionista         | 3 936 | 50,15 | 11      | +1    |
| Partido del Autogobierno  | 2 931 | 37,34 | 8       | –3    |
| Partido de la Igualdad    | 825   | 10,51 | 2       | 0     |
| Partido Separatista       | 14    | 0,18  | 0       | Nuevo |
| Independientes            | 143   | 1,82  | 0       | 0     |
| Total                     | 7 849 | 100   | 21      | –2    |
| Fuente: Election Passport |       |       |         |       |